# Brokenhead 4
Brokenhead 4 är ett reservat i Kanada.   Det ligger i provinsen Manitoba, i den sydöstra delen av landet, 1 600 km väster om huvudstaden Ottawa.
I omgivningarna runt Brokenhead 4 växer i huvudsak blandskog. Runt Brokenhead 4 är det mycket glesbefolkat, med 5 invånare per kvadratkilometer.